# مودیکا
شهر  مودیکا (به ایتالیایی: Modica) با جمعیت ۵۴٬۳۳۲ نفر  در ناحیه سیسیل در کشور ایتالیا واقع شده‌است.